# São Pedro (Angra do Heroísmo)
São Pedro es una freguesia portuguesa perteneciente al municipio de Angra do Heroísmo, situado en la Isla Terceira, Región Autónoma de Azores. Posee un área de 3,85 km² y una población total de 3 638 habitantes (2001). La densidad poblacional asciende a 944,9 hab/km². Se encuentra a una latitud de 38°32' N y una longitud 28°41'O. La freguesia se encuentra a 7 m s. n. m.
- Datos: Q2452487
- Multimedia: São Pedro (Angra do Heroísmo) / Q2452487

1. ↑  Worldpostalcodes.org,código postal n.º 9700-025.